# Micrabacia
Micrabacia is een uitgestorven geslacht van neteldieren uit de klasse van de Anthozoa (bloemdieren).

## Soort
- Micrabacia coronula (Goldfuss, 1827) †